# Sabeth Holland
Elisabeth Constanze Holland-Rohner (* 20. April 1959 in Altstätten) ist eine Schweizer Malerin und Bildhauerin.

## Biografie
Holland gehört zu den arrivierten Schweizer Künstlerinnen der Gegenwart. Seit 1995 wurden ihre Werke auf internationalen Kunstmessen und in Galerien in der Schweiz, in Österreich und Deutschland gezeigt.

„Neben der Malerei fertigt sie Skulpturen und Installationen an, die ebenfalls knallig sind.“

Sabeth Hollands Arbeiten bewegen sich auf der Grenze zwischen figurativer und abstrakter Kunst. «Farbenspiele» hat man ihre Arbeiten genannt: Farben, die rätselhafte Märchenepisoden zu erzählen scheinen, eine Bildsprache aus Formen und Symbolen.
Sabeth Holland arbeitet als Malerin, Bildhauerin und entwickelt Konzepte für Kunst am Bau sowie Installationen. Ihre Transformationen, die Aspekte digitaler Vorgehensweise mit herkömmlicher Malerei und Fotografie vereinen, zeichnen sich durch eine disziplinierte Methodik aus. Ihre technische Kompetenz ist ungewöhnlich vielfältig und zeichnet sich durch eine disziplinierte Methodik aus.
2007 erhielt Holland den Anerkennungspreis des Kunstvereins Coburg und war 2008 Finalistin für den ZVAB-Phönix. 2009 rangierte sie unter den 500 Top Websites, welche vom New York Art Magazin zusammengestellt wurden.
Unter dem Titel «Schatzinsel» entwickelte sie 2009 ein Konzept für den Verwaltungsneubau von Greiner Packaging Schweiz, das sie 2010 bis 2011 umsetzte. Für ihr transformales Konzept «Begegnungen» gewann sie den Wettbewerb für die Gestaltung des Kreisels am Bahnhof Wittenbach.

## Auszeichnungen und Einladungen
- 2015: «Escapes for Lovers» – Malerei und Skulptur, Galerie Lilian Andrée, Riehen/Schweiz[8]
- 2010: Gestaltungsauftrag Award for Speakers it-operations day, IWI-Universität St. Gallen, TU Berlin
- 2010: Gesamtkonzept und künstlerische Ausführung für das Verwaltungsgebäude der Greiner GPI Diepoldsau
- 2010: Preis der Rheintaler Wirtschaft – Rheintaler Wirtschaftsforum, Euregio Bodensee
- 2009: The 500 top internet addresses, international issue 2009, New York Global Arts Magazine
- 2009: Gestaltung von zwei Briefmarken für die Österreichische Post
- 2008: ZVAB – Phönix 2008: Finalistin «Kunstpreis für Nachwuchskünstler»
- 2007: Kunstpreis blauorange 2007, Kunstverein Coburg
- 2006: United Buddy Bears Berlin, Bärenbär, Edition für UNICEF
- 2004: Exponet Wien, Exhibition for British Embassy Vienna